# Nhà thờ chính tòa Thánh Vitus
Nhà thờ chính tòa Thánh Vitus có tên chính thức là Nhà thờ chính tòa Thủ đô Thánh Vitus, Wenceslaus và Adalbert (tiếng Séc: metropolitní katedrála svatého Víta, Václava a Vojtěcha) là một nhà thờ Công giáo La Mã ở Praha, trụ sở của tổng giáo phận Praha. Tính đến năm 1997, nhà thờ chỉ để tưởng nhớ Thánh Vitus, và vẫn thường chỉ được gọi là Nhà thờ Thánh Vitus.
Nhà thờ này là một ví dụ tuyệt vời của kiến trúc Gothic và là nhà thờ lớn nhất và quan trọng nhất trong nước. Nằm trong Lâu đài Praha và có chứa các ngôi mộ của nhiều vua Bohemia và các hoàng đế La Mã Thần thánh, nhà thờ là thuộc sở hữu của chính phủ Séc như một phần của khu phức hợp Lâu đài Praha. Kích thước Nhà thờ là 124 × 60 mét, tháp chính cao 96,5 mét, tháp trước 82 m, vòm cao 33,2 m.